# 布魯克維爾 (紐約州)
布魯克維爾（英語：Brookville）是位於美國紐約州拿騷縣的村。

## 人口
根據2020年美國人口普查的數據，布魯克維爾的面積為10.25平方千米，當中陸地面積為10.22平方千米，而水域面積為0.03平方千米。當地共有人口2939人，而人口密度為每平方千米287人。